# دورة فرنسا المفتوحة 1991
قائمة بطولات دورة رولان غاروس لعام 1991:

## الكبار

### فردي رجال
جيم كورير هزم  أندريه أغاسي, النتيجة:3-6, 6-4, 2-6, 6-1, 6-4

### فردي سيدات
مونيكا سيليش هزمت  أرانتكسا سانشيز, النتيجة:6-3, 6-4

### زوجي رجال
جون فيتزجيرالد و أندرياس جارايلد هزما  ريك ليتش و جيم بج, النتيجة:6-0, 7-6

### زوجي سيدات
جيجي فيرنانديز و يانا نوفاتنا هزمتا  لاريسا نايلاند و ناتاشا زفريفا, النتيجة:6-4, 6-0

### زوجي مختلط
هيلينا سوكوفا و كيرايل سوك هزما  كارولين فايس و بول هارهويس, النتيجة:3-6, 6-4, 6-1

## الشباب

### فردي أولاد
أندريه ميدفيديف هزم  توماس إنكفيست, النتيجة:6-4, 7-6

### فردي بنات
أنا سماشنوفا هزمت  إينيس غوروشاتيغوي, النتيجة:2-6, 7-5, 6-1

### زوجي أولاد
توماس إنكفيست و ماغنوس مارتينيلي

### زوجي بنات
إيفا بيس و إينيس غوروشاتيغوي